# Die falsche Zofe

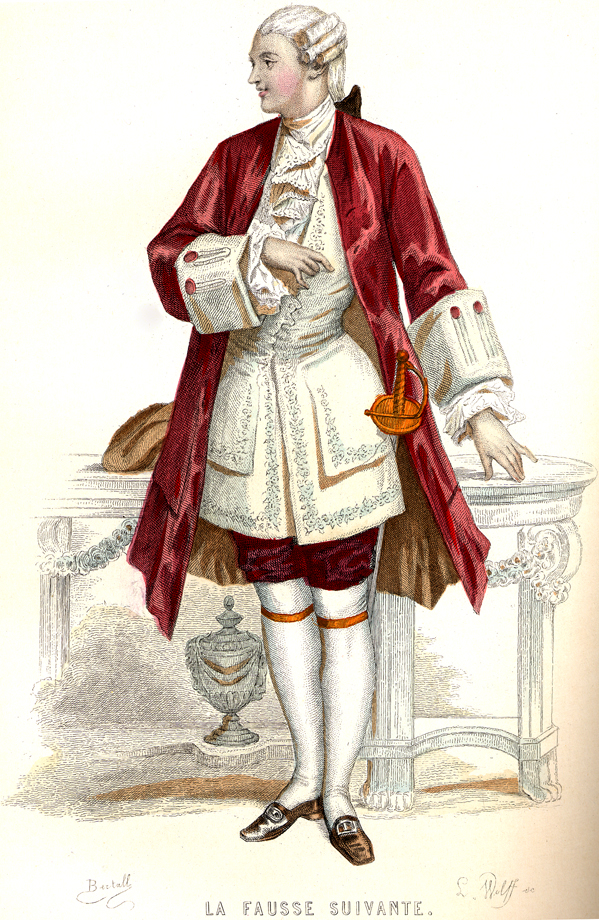
Der Chevalier

Die falsche Zofe ist eine Komödie in drei Akten von Pierre Carlet de Marivaux. Das Stück wurde im Jahre 1724 geschrieben. Die Uraufführung fand am  Samstag, dem 8. Juli 1724 durch das Comédiens italiens ordinaires du Roi im Theater théâtre de l’Hôtel de Bourgogne statt.

## Personen
- Die Gräfin
- Trivelin
- Arlequin
- Lélio
- Der Chevalier
- Frontin

Das Stück spielt vor dem Schloss der Gräfin.

## Inhalt
Lélio will die reiche Gräfin heiraten. Er hat es auf ihr Vermögen abgesehen. Als er von einer noch reicheren Dame aus Paris erfährt, versucht er, sich der Gräfin zu entledigen: Sein neuer Freund, der Chevalier, solle doch seine Herzenserbschaft bei der Aristokratin antreten. Er ahnt nicht, dass sich hinter der Maske des Chevaliers eine Frau verbirgt, eben jene betuchte Dame aus Paris, die ihren Zukünftigen in weiser Voraussicht in Maskerade charakterlich überprüfen möchte. Sie erkennt schnell, mit wem sie es zu tun hat und ersinnt heilsame Erziehungsmaßnahmen, die allerdings immer wieder durch die ihrer dummdreisten Diener durchkreuzt werden, deren einziges Bestreben ist, aus jeder Situation Kapital zu schlagen.

## Verfilmungen
- 1966: La Fausse Suivante ou le Fourbe puni – Fernsehfilm von Jean-Paul Sassy
- 2000: La Fausse Suivante – Regie: Benoît Jacquot, mit Isabelle Huppert (Comtesse), Mathieu Amalric (Lélio), Sandrine Kiberlain (Chevalier), Pierre Arditi (Trivelin)

## Hörspielbearbeitung
- 1969: Die falsche Dienerin – Bearbeitung und Regie: Ferry Bauer, mit Louis Ries, Hubert Mann, Gottfried Kasten, Gerlinde Locker, Kunibert Gensichen, Sabine Sinjen und Herbert Stefan (ORF Oberösterreich)[1]